# The New Pope
The New Pope é uma série de televisão de drama criada e dirigida por Paolo Sorrentino para a Sky Atlantic , HBO e Canal +. É uma continuação da série de 2016 The Young Pope, originalmente anunciada como sua segunda temporada.  A série de nove episódios é estrelada por Jude Law, reprisando seu papel como Papa Pio XIII, e John Malkovich como Papa João Paulo III, o novo papa titular. Foi coproduzido pelas produtoras europeias The Apartment, Wildside, Haut et Court TV e Mediapro.